# Sonchus gummifer
Sonchus gummifer là một loài thực vật có hoa trong họ Cúc. Loài này được Link miêu tả khoa học đầu tiên năm 1825.